# Landsat 5
Predefinição:Infobox spaceflight

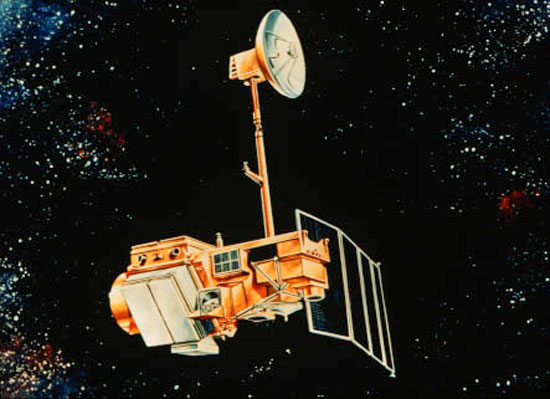
Impressão artística do Landsat 5.

O Landsat 5 foi o quinto satélite do Programa Landsat da NASA. Foi lançado em 1º de março de 1984 da Base da Força Aérea de Vandenberg, Califórnia, Estados Unidos, através de um foguete Delta 3920.
O Programa Landsat é administrado pela NASA e gerenciado pela USGS e os dados obtidos dos satélites são coletados e distribuídos pelo USGS's Center for Earth Resources Observation and Science. O satélite foi um dos mais longevos em funcionamento. Originalmente planejado para ao menos 3 anos de atividades, obteve a marca de 29 anos em funcionamento, somando um total de 2,5 milhões de imagens coletadas. 
Em 21 de dezembro de 2012, o USGS anunciou o fim da missão Landsat 5, desativado nos meses seguintes após falhas nos giroscópios. O satélite possuía três giroscópios, e ao menos dois eram necessários para o funcionamento correto da plataforma. O satélite foi desativado em 5 de junho 2013

## Bandas do Landsat 5 e 7
| Banda | Intervalo espectral (µm) | Principais características e aplicações das bandas TM e ETM dos satélites LANDSAT 5 e 7 |
| 1     | (0,45 - 0,52)            | Apresenta grande penetração em corpos de água, com elevada transparência, permitindo estudos batimétricos. Sofre absorção pela clorofila e pigmentos fotossintéticos auxiliares (carotenóides). Apresenta sensibilidade a plumas de fumaça oriundas de queimadas ou atividade industrial. Pode apresentar atenuação pela atmosfera. |
| 2     | (0,52 - 0,60)            | Apresenta grande sensibilidade à presença de sedimentos em suspensão, possibilitando sua análise em termos de quantidade e qualidade. Boa penetração em corpos de água. |
| 3     | (0,63 - 0,69)            | A vegetação verde, densa e uniforme, apresenta grande absorção, ficando escura, permitindo bom contraste entre as áreas ocupadas com vegetação (ex.: solo exposto, estradas e áreas urbanas). Apresenta bom contraste entre diferentes tipos de cobertura vegetal (ex.: campo, cerrado e floresta). Permite análise da variação litológica em regiões com pouca cobertura vegetal. Permite o mapeamento da drenagem através da visualização da mata galeria e entalhe dos cursos dos rios em regiões com pouca cobertura vegetal. É a banda mais utilizada para delimitar a mancha urbana, incluindo identificação de novos loteamentos. Permite a identificação de áreas agrícolas. |
| 4     | (0,76 - 0,90)            | Os corpos de água absorvem muita energia nesta banda e ficam escuros, permitindo o mapeamento da rede de drenagem e delineamento de corpos de água. A vegetação verde, densa e uniforme, reflete muita energia nesta banda, aparecendo bem clara nas imagens. Apresenta sensibilidade à rugosidade da copa das florestas (dossel florestal). Apresenta sensibilidade à morfologia do terreno, permitindo a obtenção de informações sobre Geomorfologia, Solos e Geologia. Serve para análise e mapeamento de feições geológicas e estruturais. Serve para separar e mapear áreas ocupadas com pinus e eucalipto. Serve para mapear áreas ocupadas com vegetação que foram queimadas. Permite a visualização de áreas ocupadas com macrófitas aquáticas (ex.: aguapé). Permite a identificação de áreas agrícolas. |
| 5     | (1,55 - 1,75)            | Apresenta sensibilidade ao teor de umidade das plantas, servindo para observar estresse na vegetação, causado por desequilíbrio hídrico. Esta banda sofre perturbações em caso de ocorrer excesso de chuva antes da obtenção da cena pelo satélite. |
| 6     | (10,4 - 12,5)            | Apresenta sensibilidade aos fenômenos relativos aos contrastes térmicos, servindo para detectar propriedades termais de rochas, solos, vegetação e água. |
| 7     | (2,08 - 2,35)            | Apresenta sensibilidade à morfologia do terreno, permitindo obter informações sobre Geomorfologia, Solos e Geologia. Esta banda serve para identificar minerais com íons hidroxilas. Potencialmente favorável à discriminação de produtos de alteração hidrotermal. |